# Mooka
Mooka (真岡市, Mooka-shi) est une ville de la préfecture de Tochigi au Japon. 

## Géographie

### Situation
La ville de Mooka est située au sud de la préfecture de Tochigi

### Démographie
En juillet 2020, la population de Mooka s'élevait à 78 779 habitants, répartis sur une superficie de 167,34 km2.

### Hydrographie
Mooka est bordée par la rivière Kinu à l'ouest. Elle est également traversée par la rivière Kokai.

## Toponymie
Le nom de la ville viendrait de maoka, mot qui désigne en langue aïnoue le centre d'un château en ruines.

## Histoire
La ville a été fondée le 1er octobre 1954.

## Transports
La ville est desservie par la ligne Mōka de la compagnie Moka Railway. La gare de Mōka est la principale gare de la ville.

## Jumelage
- Glendora (États-Unis)
- Douliou (Taïwan)

## Personnalités
- Nandor Wagner, sculpteur d'origine hongroise, y est décédé le 15 novembre 1997.